# Crazy Eyes
Crazy Eyes es el séptimo álbum de estudio del grupo estadounidense de metal industrial Filter, lanzado en 2016. El primer sencillo, "Take Me to Heaven", fue lanzado en enero de 2016. En su primera semana, el álbum debutó en el número 151 en los Billboard 200 cartas, el debut más bajo de la banda hasta la fecha .

## Lista de canciones
| N.º | Título                                    | Escritor(es)                                         | Duración |  |
| 1.  | «Mother E»                                | Richard Patrick, Oumi Kapila                         | 3:54     |  |
| 2.  | «Nothing in My Hands»                     | Patrick, Ben Grosse, Jonathan Radtke, Michael Tuller | 4:34     |  |
| 3.  | «Pride Flag»                              | Patrick, Kapila                                      | 3:48     |  |
| 4.  | «The City of Blinding Riots»              | Patrick, Danny Lohner                                | 4:16     |  |
| 5.  | «Take Me to Heaven»                       | Patrick, Kapila                                      | 3:37     |  |
| 6.  | «Welcome to the Suck (Destiny Not Luck)»  | Patrick, Kapila                                      | 3:13     |  |
| 7.  | «Head of Fire»                            | Patrick, Grosse, Radtke, Tuller                      | 5:00     |  |
| 8.  | «Tremors»                                 | Patrick, Kapila                                      | 3:43     |  |
| 9.  | «Kid Blue from the Short Bus, Drunk Bunk» | Patrick, Kapila                                      | 3:56     |  |
| 10. | «Your Bullets»                            | Patrick, Grosse, Radtke, Tuller                      | 4:37     |  |
| 11. | «Under the Tongue»                        | Patrick, Kapila, Ashley Dzerigian, Chris Reeves      | 6:10     |  |
| 12. | «(Can't She See) Head of Fire, Part 2»    | Patrick, Kapila                                      | 3:47     |  |

## Personal
Banda
- Richard Patrick - voz principal, guitarra, programación
- Oumi Kapila - guitarra, programación, teclados, arreglos de cuerdas
- Ashley Dzerigian - bajo
- Chris Reeve - batería
- Bobby Miller - teclados, programación

## Posicionamiento
| Lista (2016)                   | Posición |
| ------------------------------ | -------- |
| Estados Unidos (Billboard 200) | 151      |